# Gyimesközéplok község
Gyimesközéplok község (románul: Comuna Lunca de Jos) község Hargita megyében, Romániában. Központja Gyimesközéplok, beosztott falvai Antalokpataka, Barackospatak, Borospataka, Bükkhavaspataka, Farkaspalló, Hidegség, Kápolnapataka, Sötétpatak.

## Népessége
A 2011-es népszámlálás adatai alapján a község népessége 5328 fő volt.